# Ян Меллер
Ян Меллер (швед. Jan Möller, нар. 17 вересня 1953, Мальме) — шведський футболіст, що грав на позиції воротаря. Найкращий шведський футболіст 1979 року.
Насамперед відомий виступами за клуб «Мальме», а також національну збірну Швеції. Семиразовий чемпіон Швеції. 

## Клубна кар'єра
У дорослому футболі дебютував 1971 року виступами за команду клубу «Мальме», в якій провів дев'ять сезонів, взявши участь у 195 матчах чемпіонату. Більшість часу, проведеного у складі «Мальме», був основним голкіпером команди.
Згодом з 1980 по 1991 рік грав у складі команд клубів «Бристоль Сіті», «Торонто Бліззард», «Мальме» та «Гельсінгборг».
Завершив професійну ігрову кар'єру у клубі «Треллеборг», за команду якого виступав протягом 1992—1993 років.

## Виступи за збірну
1978 року дебютував в офіційних матчах у складі національної збірної Швеції. Протягом кар'єри у національній команді, яка тривала 11 років, провів у формі головної команди країни лише 17 матчів.
У складі збірної був учасником чемпіонату світу 1978 року в Аргентині.

## Статистика виступів

### Статистика клубних виступів
| Сезон   | Команда            | Чемпіонат    | Чемпіонат | Чемпіонат |
| Сезон   | Команда            | Ліга         | Ігор      | Голів     |
| ------- | ------------------ | ------------ | --------- | --------- |
| 1971    | «Мальме»           | Аллсвенскан  | -         | -         |
| 1972    | «Мальме»           | Аллсвенскан  | 1         | -         |
| 1973    | «Мальме»           | Аллсвенскан  | 15        | -         |
| 1974    | «Мальме»           | Аллсвенскан  | 26        | -         |
| 1975    | «Мальме»           | Аллсвенскан  | 26        | -         |
| 1976    | «Мальме»           | Аллсвенскан  | 26        | -         |
| 1977    | «Мальме»           | Аллсвенскан  | 24        | -         |
| 1978    | «Мальме»           | Аллсвенскан  | 26        | -         |
| 1979    | «Мальме»           | Аллсвенскан  | 26        | -         |
| 1980    | «Мальме»           | Аллсвенскан  | 25        | -         |
| 1980–81 | «Бристоль Сіті»    | 2-й дивізіон | -         | -         |
| 1981–82 | «Бристоль Сіті»    | 3-й дивізіон | -         | -         |
| 1982    | «Торонто Бліззард» | ПАФЛ         | 30        | -         |
| 1983    | «Торонто Бліззард» | ПАФЛ         | 25        | -         |
| 1984    | «Мальме»           | Аллсвенскан  | 16        | -         |
| 1985    | «Мальме»           | Аллсвенскан  | 22        | -         |
| 1986    | «Мальме»           | Аллсвенскан  | 21        | -         |
| 1987    | «Мальме»           | Аллсвенскан  | 21        | -         |
| 1988    | «Мальме»           | Аллсвенскан  | 22        | -         |
| 1989    | «Гельсінгборг»     | Аллсвенскан  | -         | -         |
| 1990    | «Гельсінгборг»     | Аллсвенскан  | -         | -         |
| 1991    | «Гельсінгборг»     | Аллсвенскан  | -         | -         |
| 1992    | «Треллеборг»       | Аллсвенскан  | -         | -         |
| 1993    | «Треллеборг»       | Аллсвенскан  | -         | -         |

## Титули і досягнення

### Командні
- Чемпіон Швеції (7):

«Мальме»: 1974, 1975, 1977, 1985, 1986, 1987, 1988
- Володар Кубка Швеції (7):

«Мальме»: 1972-73, 1973-74, 1974-75, 1977-78, 1979-80, 1983-84, 1985-86

### Особисті
- Найкращий шведський футболіст року (1):

1979